# 国立病院機構千葉東病院
独立行政法人国立病院機構千葉東病院（どくりつぎょうせいほうじんこくりつびょういんきこうちばひがしびょういん）は、千葉県千葉市中央区仁戸名町にある、独立行政法人国立病院機構が運営する医療機関である。エイズ治療拠点病院に指定されている。

## 概要
旧国立療養所千葉東病院と国立佐倉病院を千葉東病院の地において統合・発足。
政策医療分野における腎疾患の高度専門医療施設（準ナショナルセンター）であり、神経・筋疾患、呼吸器疾患（結核含む）、重症心身障害の専門医療施設であるほか、エイズの治療も行っている。

## 沿革
1938年（昭和13年）陸軍の傷兵保護院傷痍軍人千葉療養所として創設され、第二次世界大戦終了後、1945年（昭和20年）に厚生省に移管され国立千葉療養所として発足。
1966年（昭和41年）に国立療養所千城園と統合して、国立療養所千葉東病院となった。2004年（平成16年）3月に国立佐倉病院と統合して、国立千葉東病院として発足。同年4月に独立行政法人国立病院機構千葉東病院へ組織移行。附設の看護学校は、2007年（平成19年）3月31日をもって閉校した。

## 診療科
- 内科
- 消化器科
- 循環器科
- アレルギー科
- 小児科
- 外科
- 形成外科
- 眼科
- 脳神経内科
- 整形外科
- 歯科

## アクセス
- 大森台駅（京成電鉄千原線）より徒歩約15分
- 蘇我駅（JR京葉線・内房線・外房線）下車、東口3番バスのりばより千葉中央バス鎌取駅行きもしくは誉田駅行き、東口4番のりば小湊鐡道バス千葉南高校行き（便数僅少）で千葉東病院下車。所要時間約15分。いずれのバスも大森台駅前を経由する。
- 千葉駅東口2番バスのりばより千葉中央バス鎌取駅（千葉営業所）行き、大宮団地（県庁・星久喜台経由）行き、誉田駅行き、千葉リハビリセンター行きもしくは、3番バスのりばより小湊鐡道バス千葉県がんセンター行きで千葉東病院下車[注釈 1]。